# 沈降シリカ
沈降シリカ（ちんこうシリカ）又は沈降法シリカ（ちんこうほうシリカ）は、湿式法の一種である沈降法（沈殿法）によって製造される湿式シリカの一種である。沈殿式シリカ（ちんでんしきシリカ）とも呼ばれる。タイヤ等でカーボンブラックと同様に用いられることからホワイトカーボンと呼ばれることもあり、工業的に広く使用されている。

## 概要
ケイ酸ナトリウムの水溶液である水ガラスと硫酸とを反応させ、生じる二酸化ケイ素の沈殿をろ過、水洗、乾燥、粉砕した白色粉体。表面積、細孔径、分散粒子径などの物性について反応条件および後処理工程を変えることで、異なる特徴のシリカ粒子を得ることができ、水洗によりアルカリ分を低減させることができる。
シリカはその高い安全性と物理化学的特徴から、補強効果、増粘効果、アンチブロッキング効果、薬剤キャリア、吸着および徐放性、造粒助剤、消泡効果、艶消し効果などの効果が期待され、タイヤおよびゴム製品、塗料、農薬、飼料、食品、医薬品、紙製品、セラミック、樹脂フィルム、濾過助剤などの多様な分野で使用されている。

## 生成
{\displaystyle {\rm {Na_{2}O\cdot nSiO_{2}+H_{2}SO_{4}\longrightarrow nSiO_{2}+Na_{2}SO_{4}+H_{2}O}}}